# Edmi gazella
Az edmi gazella (Gazella cuvieri) az emlősök (Mammalia) osztályának párosujjú patások (Artiodactyla) rendjébe, ezen belül a tülkösszarvúak (Bovidae) családjába és az antilopformák (Antilopinae) alcsaládjába tartozó faj.
Az „edmi” szó a gazellák arab nevéből származik, a tudományos elnevezésében pedig a „cuvieri” kitétel a jeles francia természettudósnak, Georges Cuvier bárónak (1769–1832) állít emléket. A legtöbb nyugati nyelvben is Cuvier-gazellának nevezik.

## Előfordulása
Északnyugat-Afrika hegy- és dombvidékein él nyílt, félszáraz mediterrán erdőségekben, bozótosokban és sztyeppéken egészen 2600 méteres tengerszint feletti magasságig Tunézia, Algéria, Marokkó és Nyugat-Szahara területén. Különösen kedveli a köves vagy homokos fennsíkokat, bizonyára embertől való védettségük miatt. Élőhelyének jellemző növénye az aleppófenyő (Pinus halapensis), a magyaltölgy (Quercus ilex) és a karmazsintölgy (Quercus coccifera) a fák, illetve a különféle gubóvirágok (Globularia) és a rozmaringok (Rosmarinus) a lágyszárúak közül. Elterjedési területének nyíltabb részein az eszpartófű (Stipa tenacissima) jellemző.
Tunéziában az ország nyugati szélén elterülő Sambi-hegy körül létrehozott nemzeti parkban él. Az algériai határ túloldalán húzódó dombvidéken is élnek gazellák, ahogy az ország északi vidékein, a Tell Atlasz és a Szaharai-Atlasz között húzódó területen vagy az Aurès-hegységben is. Az itteni populációk már nem összefüggőek, de több helyen növekszik az állomány. A marokkói populációk erősen töredezettek, de Kelet-Marokkóban növekszik a gazellák területeinek nagysága, az Antiatlasz nyugati részein pedig a példányszámuk indult emelkedésnek.

## Megjelenése

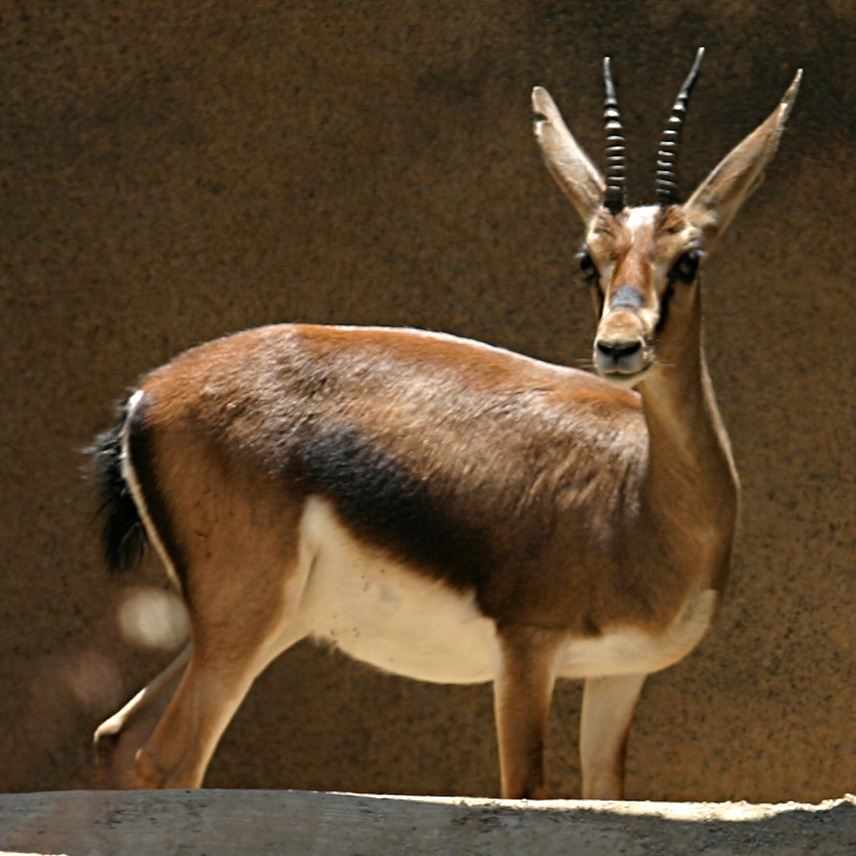
Nőstény

Az edmi gazella testhossza 95-105 centiméteres, marmagassága pedig 60-69 centiméter között mozog. Testtömege 15-35 kilogramm között mozog: a tehenek rendszerint 20 kilogrammnál is kisebbek, míg a bikák nehezebbek náluk. A faj szőrzete meglehetősen sötét: feje, nyaka, háta és oldala szürkés barna. A far és a has fehér, az oldalakon pedig széles, sötétebb sáv fut végig, elválasztva a fehér és barnás szőrzetet. A fart egy függőleges, majdnem fekete csík határolja el a háttól. A farok majdnem fekete és meglehetősen vékony.
A fej mintázata jellegzetesen gazellaszerű: egy-egy fekete sáv fut a szemektől majdnem a szájig, köztük vastagabb, világos sávok vannak, amiket egy feltűnő, nagy, ovális fekete folt választ el az orrnyergen. A fülek hosszúak, vékonyak és fakó színűek. Az edmi gazella szarvai függőlegesen nőnek a homlokból, és meglehetősen egyenesek a többi gazellához képest, bár hátrafelé és kifelé enyhén távolodnak egymástól. A sima szarvhegyek jellemzően előre görbülnek. Mindkét nem visel szarvakat, amelyek akár 35 centiméteres hosszúságot is elérhetnek. A nőstények szarvai 20-30 centiméteresek, vékonyabbak és simábbak, mint a hímek erősen recézett szarvai.

## Életmódja
Az edmi gazella kis, nyolcnál rendszerint kevesebb példányt számláló csapatokban él, amelyeknek majdnem fele egy bikából, néhány nőstényből és ezek borjaiból áll. A párzási időszakig vegyes, több bikát és tehenet összefogó csapatokkal is lehet találkozni, de végül a fiatal hímeket elüldözik az idősebbek, mire az ifjak legénycsordákba tömörülnek. A párzás során a bikák háremet gyűjtenek, ami az ellések közeledtével bomlik fel.
A gazellák a nap nagy részét dombos vidéken töltik, és csak az idő lehűltével, éjszaka és kora reggel vonulnak le a völgyekbe legelni. Táplálékát különböző fű- és cserjefélék alkotják, olykor rájár az emberek gabonamezőire is. Szárazságtűrőbb rokonaival ellentétben rendszeresen felkeresi az itatóhelyeket is.
A csapatok tágas territóriumokat tartanak fenn, amiket trágyakupacokkal és a gazellák szem alatti mirigyei váladékának tereptárgyakra kenésével jelölnek meg. A bikák össze is csaphatnak a betolakodókkal, ilyenkor a szarvak összeakasztását a fej felemelésének és hátrahajtásának fenyegető aktusa előzi meg.
Az edmi gazella gyors és ideges faj, amely vész esetén figyelmeztetésül felcsapja fekete farkát fehér farát kivillantva, majd jellegzetes pattogó ugrásokkal és magasra tartott fejjel menekül a támadó elől. A természetben mindazonáltal a ragadozók kiirtása miatt már legfeljebb csupán a sakálok és elvadult kutyák jelentenek rá – különösen a borjakra – fenyegetést.

## Szaporodása
A faj rendszerint kora télen párosodik, ilyenkor a bikák territoriális viselkedést mutatnak. Nagyjából 160-170 nap múltán, március és május között kerül sor az ellésre, összhangban a tavaszi vegetáció megjelenésével. Az születéseknek egy másodlagos csúcsidőszaka is van októberben, de a tehenek ritkán ellenek kétszer egy évben. Más afrikai gazellákhoz képest meglepően gyakori (40,5%-os) az ikerellés, különösen az idősebb tehenek esetében. A 2,5-3 kilogrammos testsúllyal világra jövő kicsinyek az első néhány hétben a fűben rejtőzködnek, és egy hónaposan kezdenek a szopás mellett legelni is.

## Természetvédelmi helyzete
Az edmi gazella állománya világszerte 2500-nál is kevesebb kifejlett példányt számlál és csökken, bár több populáció indult növekedésnek. A Természetvédelmi Világszövetség (IUCN) ezért sebezhetőnek minősíti a fajt. Elsősorban a túlzott vadászat és élőhelyének emberi hasznosítása veszélyezteti, de az elvadult kutyák is komoly fenyegetést jelentenek rá nézve. Ma elterjedési területének egészén állami védettséget élvez. Az edmi gazella szerepel a Washingtoni egyezmény (CITES) I. függelékében, továbbá a Vándorló Fajok Konvenciója (CMS) I. függelékében és a CMS száhel–szaharai antilopok megmentéséért kidolgozott cselekvési tervében.
Az edmi gazellák elterjedési területe több helyen oltalom alatt áll: ilyen az algériai Szaharai-Atlasz Nemzeti Park, a Belezma Nemzeti Park és a Mergueb Nemzeti Rezervátum, illetve a Sambi-hegy Nemzeti Park Tunéziában. Egy nyugat-szaharai állatokból álló populációt ma a spanyolországi Almería városában tartanak, ezek leszármazottai közül néhányat visszatelepítettek a tunéziai Bou Kornine Nemzeti Parkba. Korábban Marokkóban, a Toubkal Nemzeti Parkban is történt visszatelepítés, de újabbakat egyelőre nem terveznek. A szakemberek több vadvédelmi terület létrehozását és a vadászat szigorú tiltását szorgalmazzák a faj megmentése érdekében.